# Денис Монастирски
Денис Анатолијович Монастирски (укр. Денис Анатолійович Монастирський; Хмељницки, 12. јун 1980 — Бровари, 18. јануар 2023) био је украјински политичар, правник и министар унутрашњих послова Украјине од 26. јула 2021. године до своје смрти 18. јанура 2023. године.

## Биографија
Рођен је 12. јуна 1980. године у Хмељницком, Украјинска ССР, СССР. Дипломиро је право на Хмељницком универзитету за менаџмент и право. Био је студент на Корецком институту државе и права који је део Националне академије науке Украјине. Доктор је права.
Године 2007. започео је своју правничку каријеру. Такође је руководио одељењем за законодавство и научну експертизу истраживачког дела Хмељницког универзитета за менаџмент и право, где је радио као ванредни професор. Монастирски је био суоснивач и члан управног одбора Подолског омладинског културног друштва „У будућност кроз културу“.
Од 2014. до 2019. године био је асистент консултант народног посланика Антона Герашченка.
У кампањи за председничке изборе 2019. године био је представљен као члан експертског тима кандидата Володимира Зеленског. Зеленски је победио изборе и постао председник Украјине.
Био је кандидат странке Слуга Народа за народног посланика на парламентарним изборима 2019. године. Изабран је за народног посланика у Врховној ради и постао шеф парламентарног одбора за спровођење закона. Био је један од народних посланика који су поднели највише законодавних иницијатива.
Након што је министар унутрашњих послова Арсен Аваков поднео оставку, Монастирски га је наследио на месту министра унутрашњих послова 16. јула 2021. године. Антон Герашченко је постао један од његових саветника.
Дана 18. јануара 2023. године, током инвазије Русије на Украјину, Монастирски, његов заменик Јевген Јењин и државни секретар Јуриј Лубкович, погинули су приликом пада хеликоптера од чијег пада је погинуло осамнаест особа и троје деце у граду Бровари.